# Rerum Orientalium
Rerum Orientalium é uma encíclica do Papa Pio XI, promulgada em 8 de setembro de 1928, dedicada à promoção dos estudos sobre a Igreja Oriental visando criar instrumentos para uma aproximação entre as duas Igrejas separadas. Em particular, o Pontífice, com esta encíclica, defende a integração com as culturas locais, em vez da imposição de uma cultura ocidental, e chama os católicos do Leste europeu a uma maior compreensão da religião ortodoxa.